# Filändelse
En filändelse, eller filsuffix, består av ett mindre antal bokstäver, oftast tre, avskiljda med en punkt i slutet på ett filnamn. I vissa operativsystem används filändelsen för att avgöra om filen är exempelvis ett exekverbart program eller någon form av dokument. I flera operativsystem används den regelmässigt för att identifiera vilket program den hör samman med.
Många webbservrar använder filändelsen för att i en tabell slå upp vilken MIME-typ filen skall levereras med till en webbläsare. Exempelvis har Apache en lista, mime.types, där en mängd filändelser listas.
Filändelsen är ofta en akronym som hör samman med programmet som den skapats med.
Ibland används ett filprefix istället för ett filsuffix, som till exempel i modulformatet.
I de flesta operativsystem är filsuffixet en del av filnamnet och genom att ändra filens namn kan man då – i system som använder suffixet – ändra systemets syn på vilken typ av fil det rör sig om. Så kan man t.ex. genom att ändra namnet från program.exe till brev.txt ge intrycket att en programfil är ett brev, som enkelt kan visas. Beroende på vilket program som de facto öppnar filen kan man då se den binära programkoden tolkad som bokstäver, få en varning eller få filen körd som program.
För att undvika att mindre kunniga personer väljer en felaktig filändelse, döljs den i många program (med standardinställningar) om den är en känd typ. När denna egenskap införts var det vanligt att skadeprogram spreds med e-postbilagor med namn av typen hälsning.txt.exe. Den riktiga filändelsen doldes, medan .txt visades, vilket fick användaren att tro att bilagan var en ofarlig textfil.